# György Fabulya
György Fabulya (* 30. November 1962; † 31. März 2024) war ein ungarischer Fußballspieler auf der Position des Verteidigers. Er spielte für Energie Cottbus in der DDR-Oberliga.

## Karriere
Fabulya spielte bis 1990 beim ungarischen Erstligisten Békéscsabai Előre Spartacus SC. Dort wurde er 1988 im Europapokal der Pokalsieger eingesetzt. Sein Verein schied jedoch bereits in der ersten Runde gegen Sakaryaspor aus. 1990 verpflichtete Energie Cottbus Fabulya. In der letzten Oberligasaison 1990/91 kam er acht Einsätze. Zu seinem ersten Einsatz kam er am 11. August 1990 im Spiel gegen den BSV Stahl Brandenburg, das unentschieden endete. Anschließend wechselte Fabulya nach Malaysia zu Pahang FA, bevor er 1992 wieder nach Békéscsaba zurückkehrte. Sein letzter Verein war Mikkelin Palloilijat in Finnland.